# Глубоковский, Михаил Константинович
Михаил Константинович Глубоковский (род. 20 сентября 1948, Смоленск) — российский учёный и политический деятель, научный руководитель Всероссийского научно-исследовательского института рыбного хозяйства и океанографии (ВНИРО), профессор кафедры ихтиологии биологического факультета Московского государственного университета им. М. В. Ломоносова (по совместительству), доктор биологических наук. Член-корреспондент Российской академии естественных наук.

## Биография
Родился 20 сентября 1948 года в Смоленске в семье военного лётчика и врача.
В 1971 году окончил Ленинградский государственный университет им. Жданова, биолого-почвенный факультет по специальности биолог-зоолог.
В том же году начал трудовую деятельность в Институте биологии моря Дальневосточного отделения Академии наук СССР, пройдя путь от стажера-исследователя до заместителя директора института. В 1984 году - заведующий отделом биологии лососевых рыб, с 1986 г. - заведующий лабораторией популяционной биологии. В 1989-1992 гг. - заместитель директора Института биологии моря Дальневосточного отделения АН СССР по научной работе. В 1991 г. - профессор кафедры гидробиологии и ихтиологии Дальневосточного государственного университета (по совместительству).
В 2010-2012 гг. – первый заместитель директора ВНИРО. В 2012-2013 гг. – временно исполняющий обязанности директора ВНИРО, в 2013-2017 гг. - директор ВНИРО, с февраля 2017 г. - научный руководитель ФГБНУ «ВНИРО».

## Политическая и государственная деятельность
В 1993 году, будучи известным ученым, активно продвигающим значимые социальные проекты, был избран депутатом Государственной Думы Федерального Собрания Российской Федерации от Приморского края.
С 1993 г. по 1996 г. — депутат, заместитель председателя Комитета по образованию, науке и культуре Государственной Думы Федерального Собрания Российской Федерации первого созыва. Член фракции ЯБЛОКО.
С 1996 г. по 2000 г. — депутат (избран по списку объединения «Яблоко»), заместитель председателя Комитета по образованию и науке, председатель Комитета по природным ресурсам и природопользованию Государственной Думы Федерального Собрания Российской Федерации второго созыва.
В 1999 году баллотировался в депутаты Госдумы от партии «Яблоко». Был членом Центрального совета «Яблока».
В 2000 г. — статс-секретарь, заместитель министра науки и технологий Российской Федерации.
С 2000 г. по 2002 г. — президент Союза научных обществ России.
В 2002 г. — член Совета Федерации Федерального Собрания Российской Федерации от Законодательного собрания Приморского края.
С 2002 г. по 2005 г. — вице-губернатор Приморского края, представитель в Москве.
С 2005 г. по 2008 г. — заместитель директора Департамента рыбохозяйственной политики Министерства сельского хозяйства Российской Федерации.
С 2008 г. по 2009 г. — советник руководителя Государственного комитета по рыболовству Российской Федерации.

## Научная деятельность
В качестве представителя ВНИРО (Всероссийский научно-исследовательский институт рыбного хозяйства и океанографии) авторитетного российского ученого входит в состав российских делегаций на международных переговорах (сессии международных консультаций по созданию региональной организации по управлению рыболовством в южной части Тихого океана, Российско-Иранской комиссии и Комиссии по водным биоресурсам Каспийского моря), является заместителем представителя российской стороны в Комиссии по сохранению морских живых ресурсов Антарктики. В настоящее время возглавляет российскую часть Комиссии по водным биоресурсам Каспия и активно выступает за запрет коммерческого промысла осетровых видов рыб в Каспийском море.
Является заместителем председателя Межведомственной ихтиологической комиссии (МИК), возобновившей работу в 2013 году как продолжателя деятельности Межведомственной ихтиологической Комиссии, созданной постановлением Совета Министров СССР № 781 от 24 февраля 1949 года, образованной в целях межведомственной координации научной деятельности и коллегиального рассмотрения и принятия решений по наиболее важным научно-техническим вопросам рыбного хозяйства. Комиссия является постоянно действующим совещательным органом при Федеральном агентстве по рыболовству.
Является автором около 80 научных публикаций и 4 опубликованных книг. Одна из последних работ «Международное рыболовство — интересы России» (2013 г.), в которой выступил в соавторстве с известными российскими учеными. В коллективной монографии оценены доступные для российского рыболовства водные биологические ресурсы Мирового океана за пределами зоны российской юрисдикции. Для Атлантического, Тихого и Южного океанов подробно проанализированы международно-правовые условия доступа российских рыбаков к промыслу конкретных запасов водных биологических ресурсов, а также разработаны рекомендации по защите интересов отечественного рыболовства в рамках действующих многосторонних и двусторонних договоренностей Российской Федерации в области рыболовства.

## Личная жизнь
Женат, имеет двух дочерей и сына. Супруга — Эльмира Глубоковская, депутат Государственной думы Федерального собрания Российской Федерации V и VI созывов. Падчерица — Роза Чемерис, депутат Государственной Думы VIII созыва.